# Bruins Slotlaan (Nijkerk)
Bruins Slotlaan is een wijk in de Gelderse stad Nijkerk. In deze wijk eindigen veel straatnamen met "camp". In het westen van deze wijk ligt het gemeentehuis van de gemeente Nijkerk. Deze wijk werd in de jaren 70 gebouwd tussen de Berencamperweg en Zilverschoon. De hoofdstraat is de Bruins Slotlaan, waar de wijk naar vernoemd is. Deze straat is weer vernoemd naar voormalig burgemeester Zwaantinus Bruins Slot.
De wijk grenst aan de andere wijken Arkervaart, Hazeveld en Centrum. In het noorden loopt de Berencamperweg/Putterstraatweg (ofwel de N798). In het oosten is de Vetkamp de grens van de wijk. In het zuiden loopt de grens bij de Vrijheidslaan.
Centrum · Schulpkamp · Rensselaer · Paasbos · Strijland · Beulekamp · Luxool · Hazeveld · Bruins Slotlaan · Corlaer · Groot Corlaer (Boerderijakkers · De Kamers) · De Bogen · De Terrassen · Doornsteeg · Het Spaanse Leger

Bedrijventerreinen:
Arkervaart · Watergoor · Spoorkamp · De Flier